# マイク・ヒル
マイク・ヒル（Mike Hill, 1952年 - 2023年1月5日）は、アメリカ合衆国の編集技師である。

## 人物
ダニエル・P・ハンリーと共同で『ラブ IN ニューヨーク』（1982年）以降のロン・ハワード監督作品を手がけている。『アポロ13』によりアカデミー編集賞を受賞した。

## 来歴
ネブラスカ州オマハで生まれ育ち、1972年にネブラスカ大学で刑事司法の学位を取得した。彼の最初の仕事は、カリフォルニアのチノ刑務所の警備員であった。その後、編集の仕事を始め、いくつかのテレビ番組や映画を経た後、ハワード監督の『ラブ IN ニューヨーク』（1982年）をハンリーと共同で編集した。カリフォルニア州で数年過ごした後、1980年代末にネブラスカ州に戻った。ハワードとのメジャースタジオ作品の仕事を続けつつ、ネブラスカで製作されたインディペンデント映画の編集を行った。
『アポロ13』（1995年）によりアカデミー編集賞を受賞しており、また、『ビューティフル・マインド』（2001年）、『シンデレラマン』（2005年）、『フロスト×ニクソン』（2008年）でもノミネートされている。
アメリカ映画編集者協会の会員である。
2023年1月5日、特発性器質化肺炎により死去。73歳没。

## 主なフィルモグラフィ
- ラブ IN ニューヨーク Night Shift (1982)
- スプラッシュ Splash (1984)
- コクーン Cocoon (1985)
- ガン・ホー Gung Ho (1986)
- 私立ガードマン/全員無責任 Armed and Dangerous (1986)
- ウィロー Willow (1988)
- ペット・セメタリー Pet Sematary (1989)
- バックマン家の人々 Parenthood (1989)
- バックドラフト Backdraft (1991)
- 遥かなる大地へ Far and Away (1992)
- ザ・ペーパー The Paper (1994)
- アポロ13 Apollo 13 (1995)
- 身代金 Ransom (1996)
- エドtv EDtv (1999)
- グリンチ How the Grinch Stole Christmas (2000)
- ビューティフル・マインド A Beautiful Mind (2001)
- ミッシング The Missing (2003)
- シンデレラマン Cinderella Man (2005)
- ダ・ヴィンチ・コード The Da Vinci Code (2006)
- フロスト×ニクソン Frost/Nixon (2008)
- 天使と悪魔 Angels & Demons (2009)
- 僕が結婚を決めたワケ The Dilemma (2011)
- ラッシュ/プライドと友情 Rush (2013)
- 白鯨のいた海 In the Heart of the Sea (2015)